# Ononis spinosa
La asnillo, balomaga, detiene bueyes, espinilla, gatilla, gatuna, gatuña, hierba toro, peine de asno, quiebra arados son nombres comunes de Ononis spinosa.

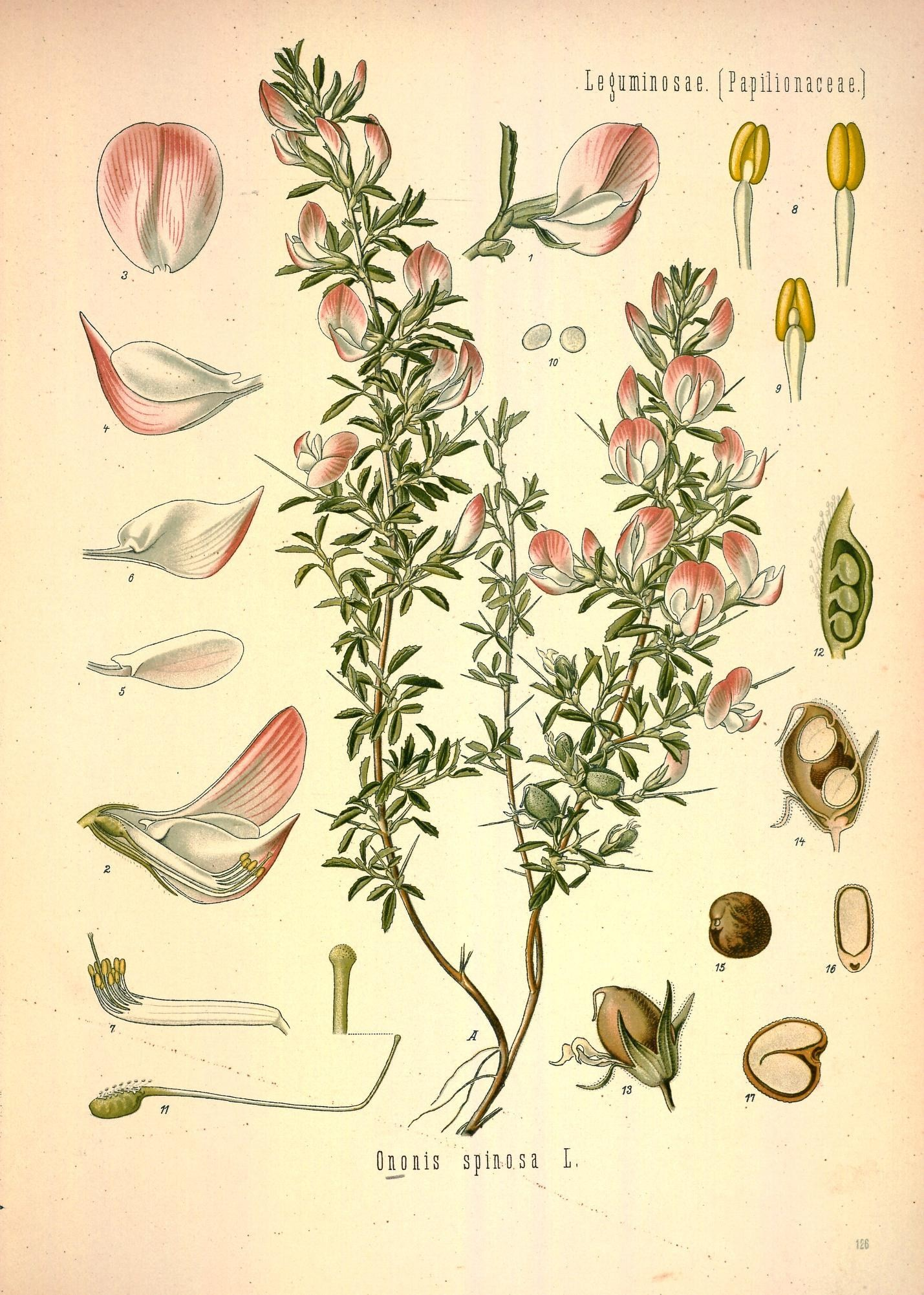
Ilustración

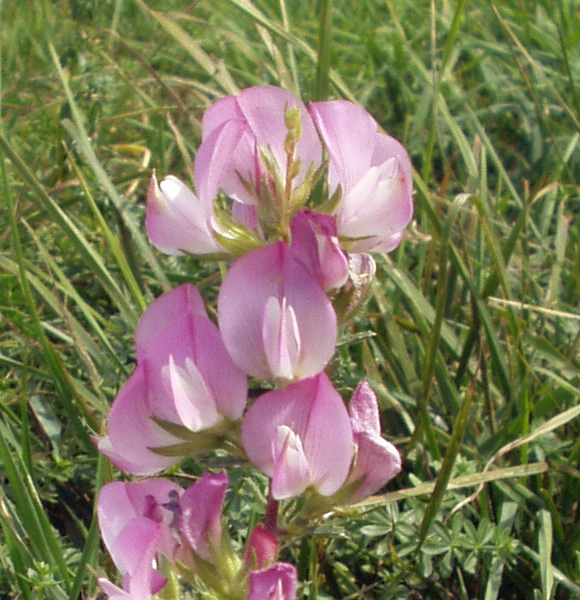
Flores

## Hábitat
Es natural de Europa, Asia occidental y Norte de África donde crece en campos cultivados y praderas secas.

## Descripción
Es una planta herbácea perenne, leñosa, velluda y frecuentemente espinosa. Los tallos son rígidos y alcanzan 25-80 cm de altura. Las hojas son trifoliadas por la base o enteras de color verde oscuro. Las flores son de color rosa vivo. El fruto es una vaina.

## Propiedades
- Utilizado para eliminar arenilla y en afecciones renales.
- Diurético similar a la cola de caballo.
- La Gatuña es oficinal desde el siglo XVI.
- Depurativo general indicado en artrosis, artritis, eczemas y pruritos.

## Taxonomía
Ononis spinosa fue descrita por Carlos Linneo y publicado en Sp. Pl. 2: 716. 1753.
Etimología
Ononis: nombre genérico que deriva del nombre griego clásico utilizado por Plinio el Viejo para Ononis repens, una de las varias plantas del Viejo Mundo que tiene tallos leñosos, flores axilares de color rosa o púrpura y hojas trifoliadas con foliolos dentados.
spinosa: epíteto latíno que significa "con espinos"
Variedades aceptadas
- Ononis spinosa subsp. antiquorum (L.) Briq.
- Ononis spinosa subsp. australis (Širj.) Greuter & Burdet
- Ononis spinosa subsp. austriaca (Beck) Gams
- Ononis spinosa subsp. hircina (Jacq.) Gams
- Ononis spinosa subsp. leiosperma (Boiss.) Sirj.
- Ononis spinosa subsp. masquillierii (Bertol.) Greuter & Burdet
- Ononis spinosa subsp. procurrens (Wallr.) Briq.

Sinonimia
- Bonaga antiquorum  (L.) Medik.
- Bonaga hircina (Jacq.) Medik.
- Ononis antiquorum L.
- Ononis arvensis subsp. maritima (Godr.) Nyman
- Ononis brachystachya Vis.
- Ononis campestris W.D.J.Koch & Ziz
- Ononis decipiens Azn.
- Ononis hircina Jacq.
- Ononis inermis Huds.
- Ononis legitima Delarbre
- Ononis leucosepala Pau
- Ononis maritima Dumort.
- Ononis miniana Planellas
- Ononis mitis Mill.
- Ononis occidentalis Lange ex Willk. in Willk. & Lange
- Ononis procurrens Wallr.
- Ononis pungens Pomel
- Ononis repens L.
- Ononis vulgaris Rouy in Rouy & Foucaud[4]

## Nombre común
- Castellano: abreojo, abreojos, abrojo, abrojos, anonis, asnillo, balomaca, balomada, balomaga, brumaga, camerio, carretón de la vega, cornicrabas, detiene buei, detienebuey, detiene buey, esbolomaga, garduña, gartuña, gata, gateña, gatiña, gatilla, gatillas, gatillos, gatina, gatita, gatuña, gatuñas, gatuna, goldarrán, goldarrón, grumagas, grumuaca, gurumaca, hierba de la estranguria, hierba toro, hijasdeputa, miarcas, mielca de gitano, molomaga, mormaga, parabuey, para-buey, peina de asno, peine de asno, pie de asno, quiebraarado, quiebraarados, quiebra-arados, quiebraardos, quiebrarados, rémora, rumaga, tentabuey, uña de gato, uña de gatos, uñaengato, uñagata, uña gata, uña gato, uñalgata, uñas de gato, uñas gatas, yerba de la estranguria, yerba que impide el arado, yerba toro.[5]